# Kings Canyon
Kings Canyon är en park i Australien. Den ligger i kommunen MacDonnell och territoriet Northern Territory, omkring 1 300 kilometer söder om territoriets huvudstad Darwin. Kings Canyon ligger 619 meter över havet.
Trakten runt Kings Canyon är nära nog obefolkad, med mindre än två invånare per kvadratkilometer.. Det finns inga samhällen i närheten.
Omgivningarna runt Kings Canyon är i huvudsak ett öppet busklandskap. Genomsnittlig årsnederbörd är 397 millimeter. Den regnigaste månaden är februari, med i genomsnitt 97 mm nederbörd, och den torraste är augusti, med 1 mm nederbörd.